# Leptura hovorei
Leptura hovorei es una especie de escarabajo longicornio del género Leptura, categorizada en la tribu Lepturini, de la subfamilia Lepturinae. Fue descrita por Linsley & Chemsak en 1976.

## Descripción
Mide 9-15 mm de longitud.

## Distribución
Se distribuye por Estados Unidos.